# Jan Haręźlak
Jan Haręźlak (ur. 3 czerwca 1903 w Pewli Małej, zm. 12 lutego 1972 w Żywcu) – major obserwator Wojska Polskiego.

## Życiorys
W 1925 roku rozpoczął naukę w Oficerskiej Szkole Lotnictwa w Grudziądzu, którą ukończył w 1927 roku jako obserwator z 39. lokatą (I promocja).
W stopniu sierżanta podchorążego obserwatora otrzymał przydział do 62 eskadry lotniczej 6 pułku lotniczego we Lwowie. W 1928 roku otrzymał awans na stopień podporucznika. W 1930 roku otrzymał przydział do nowo formowanej 63 eskadry towarzyszącej. 27 lipca 1932 roku przeżył katastrofę lotniczą, ale wkrótce powrócił do latania. W okresie od października 1935 do października 1937 roku był dowódcą I plutonu 63 eskadry, następnie objął jej dowództwo. Na stopień kapitana został mianowany ze starszeństwem z 19 marca 1938 i 16. lokatą w korpusie oficerów lotnictwa, grupa liniowa.
W kampanii wrześniowej walczył ze swoją jednostką w składzie lotnictwa Armii „Łódź”. Następnie przedostał się do Wielkiej Brytanii. Wstąpił do RAF, otrzymał numer służbowy P-0383. W latach 1940–1945 był oficerem personelu naziemnego w Polskich Siłach Powietrznych.
Po zakończeniu wojny został zdemobilizowany i repatriował się do Polski. Zmarł 12 lutego 1972 roku w Żywcu i został pochowany na tamtejszym cmentarzu.